# 梅北インターチェンジ
梅北インターチェンジ（うめきたインターチェンジ）は、宮崎県都城市梅北町にある都城志布志道路（都城東環状線）のインターチェンジである。

## 接続する道路
- 宮崎県道12号都城東環状線

## 歴史
- 2011年（平成23年）4月19日 : 五十町IC - 梅北IC間開通に伴い供用開始[3]。
- 2018年（平成30年）2月3日 : 梅北IC - 金御岳IC間開通[4]。

## 周辺
- 梅北城跡
- 梅北運動公園
- 都城聖ドミニコ学園高等学校
- 都城市立梅北小学校
- 都城市立中郷中学校

## 隣
都城志布志道路（都城東環状線）
今町IC - 梅北IC - 金御岳IC